# Maks Rožman
Maks Rožman, slovenski šolnik, pisec učbenikov, strokovni publicist, *  12. februar 1898, Ljubljana, † 10. september 1970, Ljubljana.

## Življenje in delo
Rožman je po meščanski šoli in učiteljišču, ki ga je po triletni prekinitvi študija zaradi  prve svetovne vojne dokončal v Ljubljani 1919, služboval po raznih krajih Dolenjske, potem pa je obiskoval štiri leta Višjo pedagoško šolo v Zagrebu ter se usposobil za profesorja zgodovine, zemljepisa in književnosti. Nato je do leta 1939 služboval na meščanskih šolah v Ribnici in v Ljubljani, ko je postal v Beogradu referent za meščanske šole v prosvetnem ministrstvu. Tu je ostal do začetka vojne 1941, ko se je vrnil v Slovenijo in bil  nameščen na različnih meščanskih šolah in gimnazijah v Ljubljani. Od 1950 do upokojitve 1955 pa je služboval na Ekonomski srednji šoli v Ljubljani.
Ribič je kot avtor sodeloval  pri meščanskošolskih berilih za I. in II. razred (1939). Za pripadnike JLA, ki so obiskovali tečaje v Ljubljani je v srbohrvaščini spisal tri brošure; v dveh je podal Osnove geografije (1945 in 1946), v tretji pa kratek pregled Evrope (1947). Glavno Ribičevo delo pa je usmerjeno na strojepisje in po 1945 na čebelarstvo. Uvedel je metodo slepega pisanja in na tej metodi zasnoval svoj učbenik Strojepisje za trgovske in njim sorodne šole (1931); njegovo načelo je dokončno prodrlo v šole, ko je izdal ta učbenik v predelani in razširjeni izdaji z naslovom Strojepisje, učbenik za šole in samouke (1951). V učbeniku je za vse strojne dele pisalnih strojev uvedel slovensko terminologijo, ki se je splošno uveljavila ter bila sprejeta v šoli in v strokovnem pisanju. Kakor njegova strokovna terminologija se je skoraj v celoti uveljavila tudi njegova metoda slepega pisanja. To metodo je uveljavil tudi na svojih tečajih za poštne delavce ter sestavil zanje dva učbenika za teleprintersko službo pod naslovom Metodične vaje za daljnopisnik (1948, 1949).
Iz praktičnega čebelarjenja izhaja njegovo čebelarsko publicistično delo, temelječe na svetovni strokovni literaturi. Te članke je objavljal od leta 1945 dalje v Slovenskem čebelarju, nekaj tudi v zagrebškem Pčelarstvu in beograjskem Naprednem pčelarstvu. Po 1945 je vodil številne čebelarske tečaje po Sloveniji, na katerih je tudi predaval. Posebno se je zanimal za vzrejo matic ter pri tem odkril nov rez, doslej neznan v svetovni literaturi.